# Holger Willmer
Holger Willmer (* 25. September 1958 in Lübeck) ist ein ehemaliger deutscher Fußballspieler.

## Karriere

### Vereine
Willmer begann seine Karriere beim Lübecker Stadtteilverein Rot-Weiß Moisling, ehe er 1972 in die Jugend VfB Lübeck wechselte, wo er als A-Jugendlicher auch schon im Herrenbereich zum Einsatz kam. Mit 19 Jahren verließ Willmer seine Heimatstadt und wechselte 1977 zum Bundesligisten 1. FC Köln, für den er am 6. August 1977 (1. Spieltag) nicht nur debütierte, sondern auch gleich sein erstes Tor (in der 2. Minute) erzielte – die Begegnung ging mit 1:5 bei Fortuna Düsseldorf verloren.
Trotz des schwachen Starts wurde der 1. FC Köln unter Trainer Hennes Weisweiler am Ende der Saison Deutscher Fußballmeister und Willmer hatte mit elf Einsätzen Anteil daran.
Willmer – zum Stammspieler der Geißböcke herangereift – gewann mit dem 1. FC Köln, für den er 165 Liga-, 11 DFB-Pokal- und 20 Spiele in den drei europäischen Pokalwettbewerben bestritt, in seiner ersten Profi-Saison das Double – Meisterschaft und Pokalsieg. Die Wiederholung des Pokalsieges gelang ihm und seiner Mannschaft 1983 durch ein 1:0 im Lokal-Derby gegen den SC Fortuna Köln.
Mit dem Wechsel zum FC Bayern München wurde er in den drei Spielzeiten ab Saison 1984/85 erneut Deutscher Meister und konnte 1986 wieder das Double feiern. Er ist damit der erste deutsche Fußballer, der zwei Mal das Double gewann. Des Weiteren kam er zu drei DFB-Pokal-Spielen und 13 Einsätzen im Europapokal der Landesmeister und Europapokal der Pokalsieger.
Zum Ende seiner Fußballer-Karriere spielte Willmer von 1987 bis 1989 für Hannover 96; sein letztes Tor war das 2:1 (Endstand 2:2) am 20. Mai 1989 (30. Spieltag) daheim (ausgerechnet) gegen den 1. FC Köln, sein letztes Spiel bestritt er am 17. Juni 1989 als Hannover 96 zum Saisonausklang gegen Eintracht Frankfurt ein 1:1 erzielte.
Holger Willmer spielte 267 Mal in der Bundesliga und erzielte dabei 21 Tore.
In seiner norddeutschen Heimat ließ er anschließend seine Laufbahn ausklingen. In der Oberliga und Verbandsliga spielte Willmer noch bis 1996 für Eutin 08, den VfB Lübeck und den SV Sereetz. Als Trainer arbeitete er beim FC Dornbreite.

### Nationalmannschaft
Sein Debüt im Nationaltrikot gab Willmer am 28. September 1976 in Nybro beim 2:2-Unentschieden der U-18-Nationalmannschaft gegen Schweden. Seine beiden einzigen Tore erzielte er gegen Liechtenstein am 5. und 25. März  beim 10:0-Sieg in Esslingen bzw. 5:1-Sieg in Vaduz. Sein letztes von 19 Spielen bestritt er am 28. Mai in Brüssel bei der 2:7-Niederlage gegen die UdSSR. Am 11. September 1979 wurde er im Spiel gegen Rumänien (2:1 in Kaiserslautern gewonnen) erstmals in die B-Nationalmannschaft berufen. Das letzte Spiel im Nationaltrikot bestritt er am 16. Februar 1982, als die Mannschaft in Mannheim – durch das „goldene Tor“ seines Kölner Mitstreiters Gerhard Strack – Portugal besiegte.

## Erfolge
- Deutscher Meister 1978 mit dem 1. FC Köln, 1985, 1986, 1987 mit dem FC Bayern München
- DFB-Pokal-Sieger 1978, 1983 mit dem 1. FC Köln, 1986 mit dem FC Bayern München
- Finalist im Europapokal der Landesmeister 1987 (am 27. Mai dem FC Porto 1:2 unterlegen)
- Zweiter der Meisterschaft 1982
- Finalist im DFB-Pokal 1980 (am 4. Juni Fortuna Düsseldorf mit 1:2 unterlegen), 1985 (am 26. Mai Bayer 05 Uerdingen mit 1:2 unterlegen)